# Tunnel de Vizzavona
Le tunnel de Vizzavona est un tunnel ferroviaire français de la ligne de Bastia à Ajaccio situé sous le col de Vizzavona. Son entrée Nord est établie dans le département de la Haute-Corse et sa sortie Sud dans celui de Corse-du-Sud, en région Corse.
Il fait passer la ligne de chemin de fer à voie métrique du bassin versant du Vecchio à celui de la Gravona.

## Situation ferroviaire et géographique

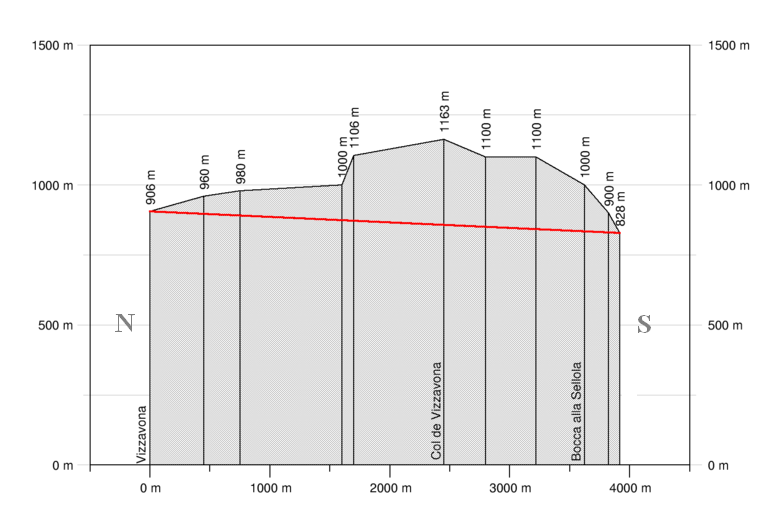
Coupe de profil en long situant le tunnel sous le col de Vizzavona

Le tunnel de Vizzavona, est un tunnel ferroviaire, long de 3 916 mètres, dont l'entrée Nord est située au point kilométrique (PK) 106,648 de la ligne de Bastia à Ajaccio. Il est encadré par la gare de Vizzavona, située à proximité de son entrée Nord, et la gare de Bocognano établie au PK 116,263, dont elle est séparée par quatre petits tunnels et cinq viaducs.
Il permet le passage de la ligne sous le col de Vizzavona, qui culmine à 1 163 m, point de partage entre le bassin du Vecchio en Haute-Corse et le bassin de la Gravona en Corse-du-Sud.

## Histoire
Les travaux de percement du tunnel débutent en 1880. Après deux années de travaux à la perforatrice mécanique et à l'explosif, et de très nombreux incidents dus à des venues d'eaux par des failles dans la roche, seuls 1 700 mètres ont été réalisés depuis l'entrée Nord. Le chantier est alors arrêté, car le fond de la galerie en pente vers le Sud est totalement inondée sur 600 m, par une importante quantité d'eau, avec un débit proche des 70 m3 à l'heure. Le chantier et les travaux de percement reprennent donc depuis l'entrée Sud, ils vont se poursuivrent jusqu'en 1888, pour rejoindre la galerie déjà perçée depuis le Nord. L'eau accumulée dans la galerie va pouvoir donc s'échapper vers le front Sud, grâce à la pente de deux caniveaux latéraux creusés sur les cotés du tunnel. Ceux-ci servent donc en permanence pout l'assainissement de l'ouvrage.
Sa longueur, 3 916 mètres va le classer alors à la cinquième place des tunnels construits en France à cette époque .
Sa mise en service aura lieu le 14 juillet 1889.
Pour assurer la sécurité des rames dans le tunnel et suivre leur parcours, une antenne radio est fixée sur le haut de la voûte à l'entrée Nord du tunnel, pour le suivi des circulations à l'intérieur.

Gare de Vizzavona et entrée Nord du Tunnel.
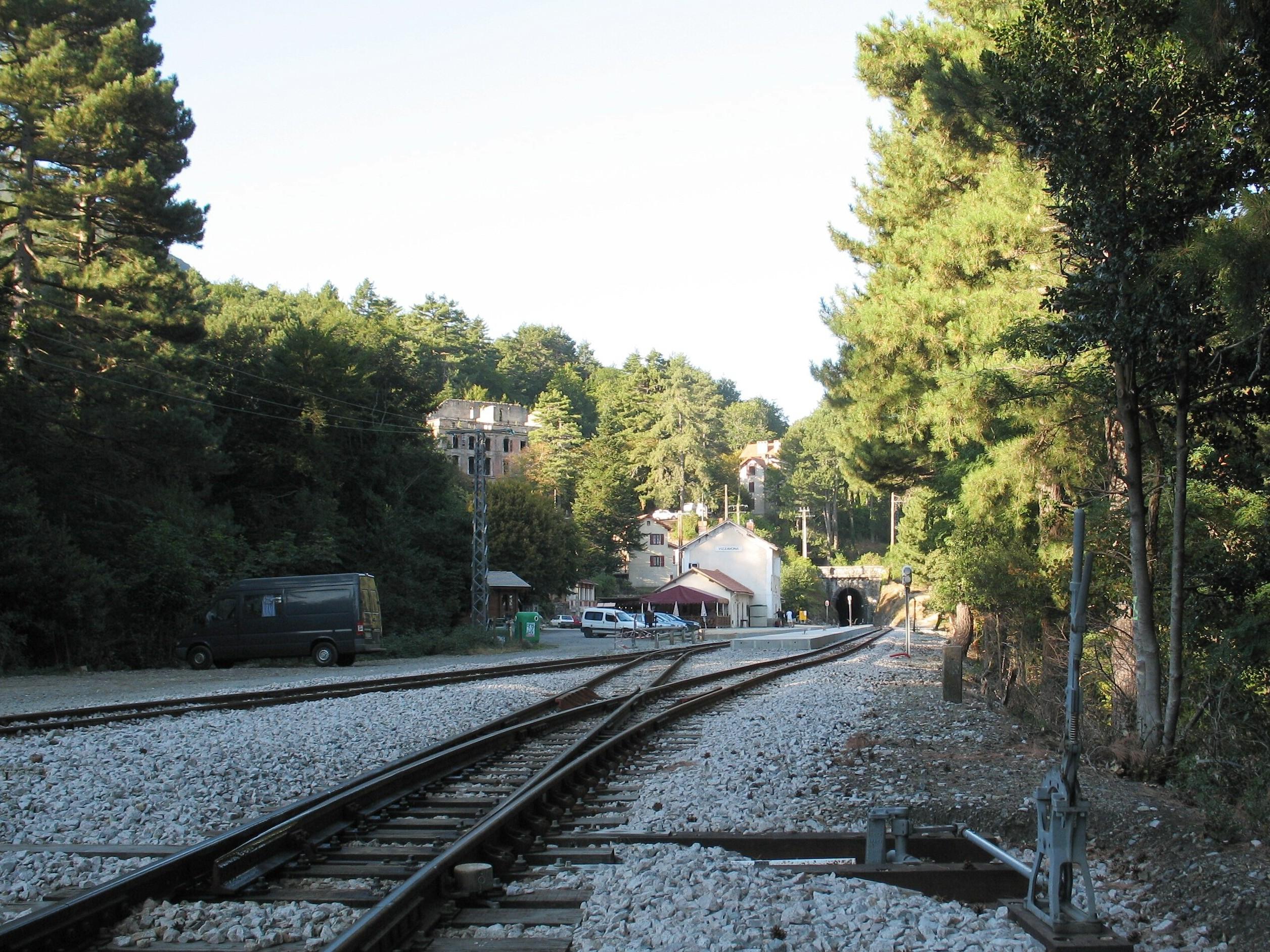
Aiguillage d'entrée Nord de la gare. À gauche voie en impasse vers un butoir pouvant servir de remise pour une rame.
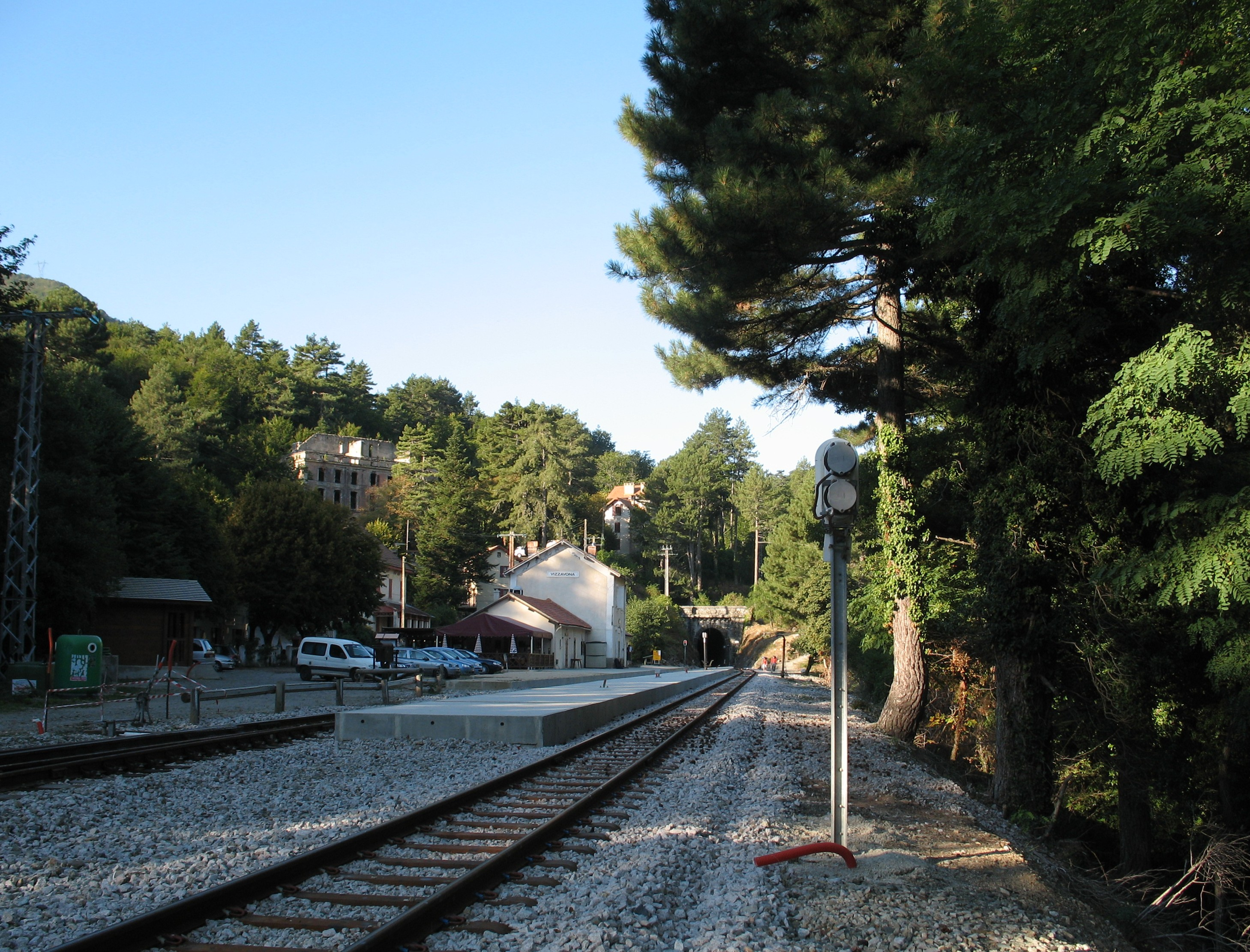
Vue générale de la gare vers le Sud
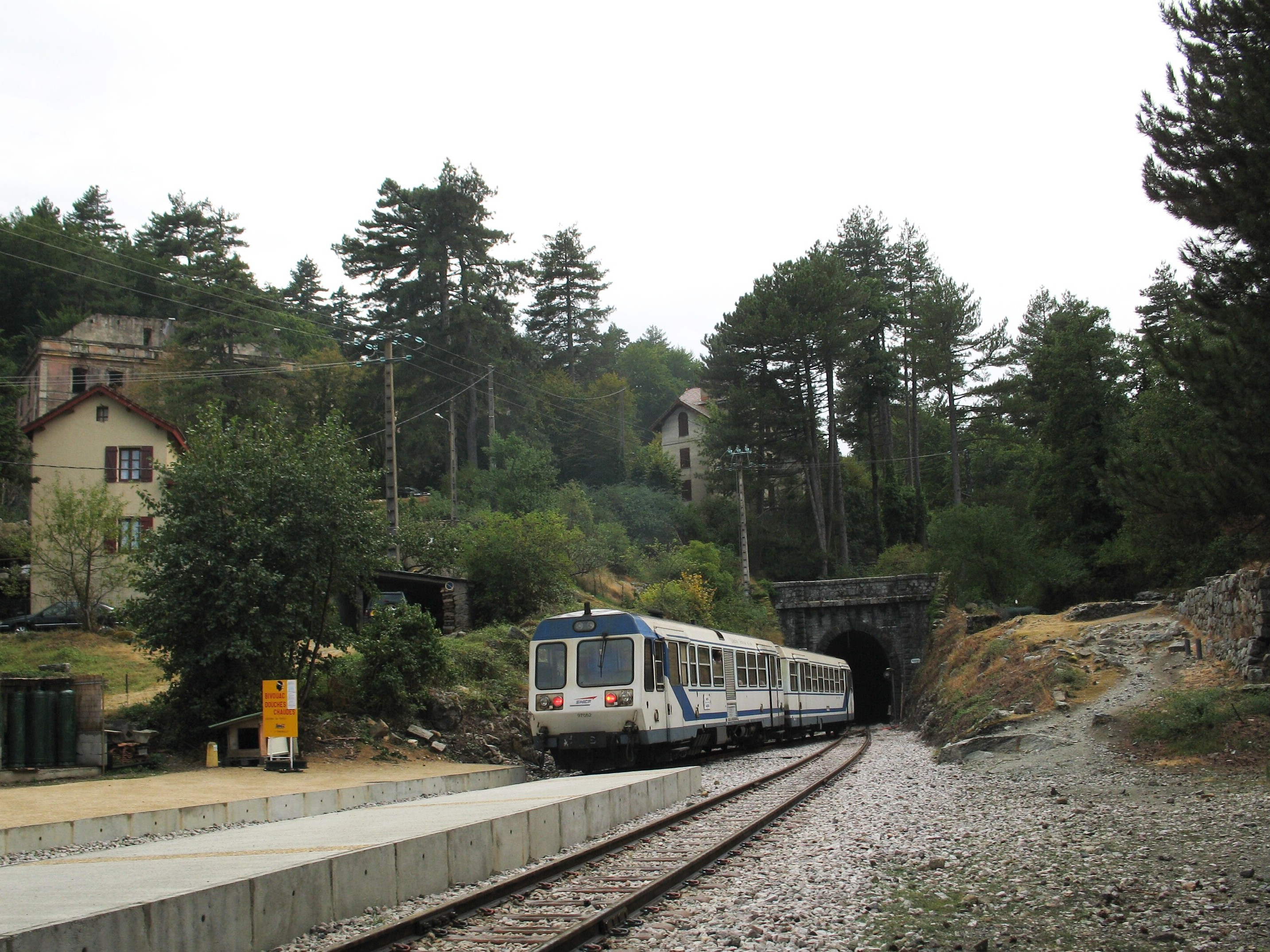
Un autorail X 97050 quitte la gare pour entrer dans le tunnel de Vizzavona